# Sepvret
Sepvret település Franciaországban, Deux-Sèvres megyében. Lakosainak száma 638 fő (2022. január 1.). Sepvret Beaussais-Vitré, Chenay, Chey, Exoudun, Melle (Franciaország) és Prailles-La Couarde községekkel határos.

## Népesség
A település népessége az elmúlt években az alábbi módon változott:
| Lakosok száma | 602  | 612  | 626  | 616  | 620  | 625  | 632  | 635  | 638  |
|               | 2013 | 2015 | 2016 | 2017 | 2018 | 2019 | 2020 | 2021 | 2022 |